# James McGirr
James McGirr, né le 6 février 1890 à Parkes et mort le 27 octobre 1957 à Sydney, est un homme politique australien premier ministre de la Nouvelle-Galles du Sud du 6 février 1947 au 2 avril 1952.